# کوبلین-کولشکی
کوبلین-کولشکی (به لهستانی:  Kobylin-Kuleszki) یک روستا در لهستان است که در گمینا کوبلین-بوژمه واقع شده‌است.